# GeoGuessr

로고

GeoGuessr는 플레이어가 구글 스트리트 뷰 이미지에서 위치를 추측해야 하는 브라우저 기반 지리 게임이다. 이 게임은 싱글 플레이어 및 멀티 플레이어 경쟁을 포함한 다양한 게임 모드를 제공한다. 안톤 월렌(Anton Wallén)이 2013년에 출시한 이 게임은 코로나19 범유행과 소셜 미디어로 인해 신규 플레이어가 대거 유입되는 2020년까지 상대적으로 작지만 활동적인 플레이어 기반을 유지했다. 2024년 2월 1일 이후에는 게임을 플레이하려면 구독이 필요했다.
이 게임은 지리 교육 도구로 설명된다. 플레이어는 문자 체계, 건축, 좌우 교통, 깃발, 차량 등록판, 식물 등 전 세계의 지리적, 문화적 특성을 배우고 식별할 수 있다.